# Lalo Salamanca
Eduardo "Lalo" Salamanca è un personaggio immaginario della serie televisiva statunitense Better Call Saul. Creato da Peter Gould e da Gordon Smith, viene interpretato da Tony Dalton. È stato concepito sulla base di una battuta pronunciata da Saul Goodman nell'episodio Conviene chiamare Saul di Breaking Bad, sebbene Lalo non appaia mai in quest'ultima, venendo introdotto solo nella quarta stagione di Better Call Saul. Si tratta di un membro della famiglia criminale Salamanca, nipote del don Hector Salamanca.
Gli sceneggiatori hanno concesso a Dalton la libertà di discostarsi nella caratterizzazione del personaggio dagli stereotipati trafficanti di droga e dal resto della famiglia Salamanca: a differenza dei suoi parenti, Lalo ha una personalità apparentemente carismatica e allegra, sebbene si dimostri spietato e violento tanto quanto loro. L'interpretazione di Dalton è stata acclamata dalla critica e il personaggio è stato definito uno dei migliori antagonisti televisivi.

## Storia del personaggio

### Quarta stagione
Eduardo "Lalo" Salamanca è uno dei tanti nipoti di Hector Salamanca, un sostenitore del cartello della droga di Don Eladio Vuente. Quando Hector subisce un ictus che lo rende invalido, incapace di muoversi e di parlare, Lalo si trasferisce dal Messico ad Albuquerque per aiutare a gestire gli affari di droga della famiglia Salamanca, mostrando un maggior interesse per i dettagli ordinari rispetto ad Hector. Nacho Varga, il subordinato dei Salamanca, è turbato dalla presenza di Lalo, in quanto è il vero responsabile della condizione di Hector ed è ricattato da Gus Fring per fargli da spia all'interno della famiglia criminale. Lalo visita Hector nella casa di cura e gli regala un campanello di chiamata della reception di un hotel che Hector in passato aveva bruciato, in quanto l'albergatore gli aveva mancato di rispetto; attacca il campanello alla sedia a rotelle di Hector affinché quest'ultimo possa comunicare suonandolo con l'indice destro, l'unica parte del corpo che può muovere. Lalo arriva ai Los Pollos Hermanos e si presenta a Gus, ringraziandolo per l'assistenza prestata ad Hector quando è stato male, ma sorveglia i suoi subalterni per scoprirne le normali attività.
Lalo controlla l'allevamento di polli di Gus e i lavori in corso gestititi da Werner Ziegler. Quando quest'ultimo se ne va temporaneamente, Mike Ehrmantraut segue le sue tracce in un negozio Travelwire e suppone correttamente che si sia diretto a una località termale, convincendo Gus a lasciar andare lui a recuperarlo, piuttosto che mandare dei sicari. Lalo, che sta seguendo Mike, cerca di scoprire cosa sa; quando Fred Whalen, l'impiegato di Travelwire, rifiuta di condividergli le informazioni relative a Mike, Lalo lo uccide e dà fuoco al negozio. Poi inizia a chiamare diversi resort fino a rintracciare Werner, spacciandosi per un dipendente di Gus, così da ingannare Ziegler e spingerlo a rivelare dettagli sulla costruzione di un laboratorio di metanfetamina  sotto la lavanderia industriale di Gus. Mike raggiunge Werner e interrompe la chiamata, ma capisce che ora Lalo sa del laboratorio. Mike ne parla con Gus, che ordina l'uccisione di Werner per impedire a Lalo di scoprire di più, e Mike si prende la responsabilità di uccidere Ziegler.

### Quinta stagione
Gus attira Lalo a un incontro riducendo la quota di cocaina del cartello dei Salamanca. In presenza di Juan Bolsa, Gus dice a Lalo che Werner stava costruendo un refrigeratore ed è fuggito dopo aver rubato della cocaina; afferma di aver tentato di coprire la perdita sostituendo la cocaina con metanfetamina locale di qualità inferiore. Dal momento che la storia combacia con gli eventi di cui è a conoscenza Lalo, quest'ultimo accetta apparentemente la spiegazione e le scuse di Gus. Bolsa dice a Lalo che Gus gode della fiducia di Eladio, quindi Lalo deve considerare chiusa la questione. Fring decide comunque di interrompere i lavori nel laboratorio di metanfetamina fintanto che Lalo si trova ad Albuquerque, mentre Lalo confida a Hector di non credere a Gus ed Hector gli conferma che il cartello tollera Fring solo perché guadagna bene.
Quando Krazy-8 viene arrestato appena fuori da un nascondiglio dei Salamanca, Nacho ottiene la fiducia di Lalo correndo un grande rischio per recuperare la droga dal nascondiglio prima dell'irruzione della polizia: impressionato, Lalo prende confidenza con lui. Attraverso Nacho, Lalo entra in contatto con Jimmy McGill, a cui chiede di liberare Krazy-8, usandolo per fornire alla DEA informazioni sulle spie di Gus. Nacho informa Gus, che accetta la perdita di denaro per proteggere il ruolo di Nacho come suo informatore. Jimmy riesce a far rilasciare Krazy-8 e lo nomina un informatore confidenziale dell'agente della DEA Hank Schrader; Lalo si congratula con Jimmy, mentre Nacho avverte l'avvocato che, una volta che si inizia a lavorare per gli spacciatori di droga, non si può tornare indietro.
Fingendosi un investigatore privato al soldo della famiglia di Fred, Mike convince un testimone dell'omicidio del giovane a fornire alla polizia dettagli sull'auto di Lalo, il quale viene arrestato sotto pseudonimo. In prigione, a Lalo viene inizialmente negata la libertà su cauzione e si insospettisce su come la polizia possa averlo rintracciato, ordinando a Nacho di dare fuoco a uno dei ristoranti di Gus. Fring si rende conto che Lalo rappresenta un grosso problema, ma ucciderlo porterà tensione con il cartello, quindi decide di lasciare che Nacho bruci uno dei suoi ristoranti e orchestra il rilascio di Lalo, chiedendo a Mike di fornire a Jimmy i dettagli delle sue indagini, che Jimmy usa per accusare la polizia di compromissione del testimone. Il giudice concede a Lalo la cauzione per sette milioni di dollari in contanti.
I cugini di Lalo, Leonel e Marco, consegnano a Jimmy i soldi necessari in una remota località nel deserto. Durante il viaggio di ritorno, degli uomini armati intercettano Jimmy, gli rubano i soldi e quasi lo uccidono, ma Mike (che stava seguendo McGill per conto di Gus) interviene ed elimina tutti i criminali, tranne uno che scappa. Rimasti senza mezzi di trasporto, Mike e Jimmy sono costretti a incamminarsi per due giorni nel deserto con i soldi. Il secondo giorno, intercettano e uccidono il sicario rimasto, dopodiché raggiungono Albuquerque.
Jimmy paga la cauzione di Lalo e nasconde il coinvolgimento di Mike. Quest'ultimo fa rapporto a Gus, che si rende conto che Bolsa ha inviato i sicari per proteggere gli affari di Gus tenendo Lalo in carcere. Lalo fa per tornare in Messico per evitare il processo, ma i suoi sospetti lo portano ad affrontare Jimmy e Kim Wexler nel loro appartamento, rivelando di aver trovato l'auto di Jimmy piena di fori di proiettile. Kim intercede e dice che probabilmente un passante ha sparato al veicolo per divertimento, rimproverandolo per non essersi fidato di Jimmy dopo tutto quello che ha fatto per lui. Il discorso convince Lalo ad andarsene, dopodiché parte con Nacho per il Messico.
Lalo torna nella sua casa a Chihuahua, dove viene accolto con Nacho dai suoi amici e familiari. Gus manda dei sicari a casa di Lalo, mandando a Nacho una chiamata per dirgli di aprire di nascosto il cancello dell'abitazione alle tre del mattino. A quell'ora, inaspettatamente, Lalo è sveglio, quindi Nancho appicca un incendio in cucina per distrarlo ed esegue l'incarico, poi fugge mentre i sicari fanno irruzione dell'abitazione e uccidono quasi tutti i suoi occupanti. Lalo riesce a sopravvivere, uccide gran parte dei killer e costringe l'unico superstite a dire all'intermediario che il piano ha avuto successo e che Lalo è morto. Resosi conto che Nacho è scomparso, Lalo si allontana con furia.

### Sesta stagione
Lalo uccide un uomo che gli somiglia e ne brucia il corpo, così da lasciarlo nella sua casa per far credere a tutti di essere davvero morto. Lalo chiama Hector e lo informa di essere vivo e che ucciderà Gus per vendicarsi dell'attacco; Hector osserva che gli serve una prova del tradimento di Gus per convincere Eladio, quindi Lalo capisce di dover andarsene dagli Stati Uniti e rinuncia ai piani di tornare nel New Mexico. Bolsa e Gus visitano Hector per promettergli vendetta per la presunta morte di Lalo e Gus, dal comportamento di Hector, intuisce che Lalo è ancora vivo. Anticipando la sua vendetta, Gus ordina a Mike di aumentare al massimo la sicurezza nella sua casa e nei suoi affari. Lalo giunge in Germania sotto falso nome e fa amicizia con la vedova di Werner, Margarethe. In questo modo trova una scultura di lucite donata a Werner dalla sua squadra e usa la targa dello scultore per localizzare Casper, ferendolo per obbligarlo a rivelargli i dettagli del progetto che Werner stava supervisionando.
Lalo torna ad Albuquerque e sorveglia la lavanderia, con l'intenzione di ottenere riprese video del laboratorio di metanfetamina per Eladio. Fa poi per chiamare quest'ultimo, ma riattacca realizzando che Gus probabilmente intercetta la linea. Decide di ingannare Gus chiamando Hector e fingendo di voler attaccare Gus a casa sua; Mike riproduce una registrazione della chiamata per Gus e invia la sicurezza a casa di Fring, lasciando incustoditi altri potenziali bersagli. Lalo arriva all'appartamento di Jimmy e Kim, che stanno discutendo con Howard Hamlin, e Lalo spara e uccide Howard.
Lalo dà una generica descrizione di Gus con l'intenzione di mandare Jimmy a sparargli, ma Jimmy lo convince a mandare Kim, per tenerla al sicuro da Lalo. Dopo che Kim se n'è andata, Lalo lega Jimmy e gli racconta del massacro della sua famiglia, al che Jimmy nega di saperne qualcosa, incolpando Nacho. Lalo si dirige alla lavanderia, minacciando di interrogare Jimmy ulteriormente quando tornerà. Kim viene fermata dagli uomini di Gus quando giunge a casa sua e Fring si rende conto che Kim era un diversivo, quindi si dirige alla lavanderia, dove Lalo uccide i suoi uomini e lo tiene sotto tiro, costringendolo a mostrargli il laboratorio incompiuto. Prima che possa uccidere Gus, quest'ultimo disattiva la corrente e spara a Lalo con una pistola precedentemente lì nascosta, ferendolo mortalmente. Successivamente, Mike seppellisce Lalo e Howard sotto il pavimento del laboratorio e rassicura Jimmy e Kim che non vedranno mai più Lalo.

### Influenza postuma
Nonostante l'affermazione di Mike, Jimmy continua a dubitare per molti anni dell'effettiva morte di Lalo, in quanto già in precedenza Kim gli aveva detto che era stato ucciso, prima della riapparizione di Lalo nel loro appartamento. Kim prova un forte senso di colpa e trauma per il suo ruolo nell'omicidio di Howard, anche perché era consapevole che Lalo fosse ancora vivo, scegliendo di mentire appositamente a Jimmy in quanto non voleva mettere a repentaglio il suo piano contro Howard; per questo motivo, decide di rinunciare alla sua licenza legale e si separa da Jimmy, in quanto, pur amandolo, ritiene che sono nocivi l'uno per l'altra e per coloro che li circondano. L'abbandono di Kim porta Jimmy ad abbracciare completamente il suo alias di Saul Goodman.
Quattro anni dopo, quando Walter White e Jesse Pinkman rapiscono Saul per costringerlo a rappresentare Badger in tribunale, Jimmy va nel panico credendo che siano dei mandanti di Lalo, cercando nuovamente di incolpare Nacho per il massacro della sua famiglia. Quando le cose vengono chiarite, Jesse chiede a Saul chi sia Lalo ma lui evita la domanda.
Nel 2010 Jimmy, ormai in clandestinità, chiama Kim e fa intendere di non essere ancora completamente convinto della morte di Lalo. Apprendendo che anche Mike e Gus sono morti, Kim confessa i veri avvenimenti dietro la morte di Howard ai pubblici ministeri e alla vedova di Howard, spiegando come Lalo lo abbia ucciso. Nonostante ciò, Kim riconosce che sarà molto difficile che la sua confessione avrà ripercussioni penali, in quanto quasi tutti i testimoni sono morti e non si sa l'ubicazione dei corpi di Howard e Lalo.

## Sviluppo
Nel luglio 2018, Tony Dalton si è unito al cast di Better Call Saul nel ruolo di Lalo Salamanca; la sua prima apparizione è nell'episodio della quarta stagione Coushatta, ma il personaggio viene menzionato in precedenza nell'episodio della seconda stagione di Breaking Bad Conviene chiamare Saul. In un'intervista prima della messa in onda di Better Call Saul, Vince Gilligan affermò che gli sceneggiatori intendevano rendere Lalo uno dei protagonisti. Tuttavia, Gilligan e Peter Gould ebbero difficoltà a decidere come introdurre il personaggio, considerandolo uno "spauracchio" per l'aura di minaccia che aleggiava attorno a lui, ma non avendo ancora elaborato la sua personalità o le sue motivazioni. Gilligan si ritiene responsabile per aver ritardato l'introduzione di Lalo, in quanto Gould avrebbe voluto inserirlo già nella prima stagione. Gould riconobbe che Lalo avrebbe dovuto essere diverso dagli altri membri della famiglia Salamanca e che rappresentasse un degno avversario per Gus Fring. I direttori del casting Sherry Thomas e Sharon Bialy sono accreditati per aver scelto Dalton per il ruolo, riconoscendo che l'attore avesse "il fascino, la vivacità e la minaccia" necessari per il personaggio e "il fascino di una star del cinema degli Anni Quaranta". Il nome "Lalo" deriva dal compositore Lalo Schifrin.
L'episodio Wiedersehen, scritto da Gennifer Hutchison, approfondisce ulteriormente Lalo. Hutchison affermò che la mente di Lalo è "spaventosa" quanto quella degli altri Salamanca, e che è più circospetto nei modi di fare. I produttori vollero che, in contrasto con gli altri Salamanca, che hanno poche qualità oltre alla capacità di trasmettere paura, Lalo dovesse essere affascinante. Il finale della quinta stagione, Qualcosa di imperdonabile, offre una prospettiva ampia mai vista negli episodi precedenti: Lalo appare inizialmente come una persona calorosa e carismatica benvoluta dagli altri, salvo diventare malvagio e vendicativo quando la sua famiglia viene attaccata. Dalton disse che la rabbia sfrenata di Lalo nella sesta stagione lo differenzia dalla personalità rilassata che adotta nella quinta stagione, mentre Michael Mando (interprete di Nacho Varga) descrisse Lalo come "un Salamanca sotto ogni suo aspetto". Gillian e Gould diedero a Dalton la libertà di definire a suo piacimento la personalità di Lalo, come fecero con Jonathan Banks per il personaggio di Mike Ehrmantraut in Breaking Bad; dissero però a Dalton di pensare a Lalo come una sorta di "Principe del Narcos". Dalton ritenne che Lalo si contrappone a Gus per il suo atteggiamento rilassato e sciolto, mentre Gus è costantemente rigido e ansioso.
Secondo Dalton, Lalo originariamente non avrebbe dovuto essere affascinante, ma sentì che la serie avrebbe avuto bisogno di qualcuno "sorridente, spensierato e un po' malizioso" come Jimmy, ma "nella parte del cattivo". Per la sua caratterizzazione, Dalton si è ispirato a Jules Winnfield, il personaggio di Samuel L. Jackson in Pulp Fiction, e ai cattivi di Jack Nicholson per creare un personaggio "intelligente, un po' spaventoso, un po' spensierato e un po' bravo ragazzo". L'attore ha cercato di prendere le distanze dal suo ruolo nella serie Sr. Ávila, in cui interpretava un sicario "senza personalità". Ha anche preso a modello il personaggio di Geoffrey Rush in Elizabeth, che compiva omicidi con il sorriso. Dalton ha attenuato l'accento messicano di Lalo, ritenendo che il personaggio avesse ricevuto un'educazione da ricchi negli Stati Uniti, scegliendo di adottare per Lalo l'accento sviluppato durante la crescita a Laredo, in Texas. Dalton ha dato a Lalo una personalità ottimista per mostrare la visione normalmente accomodante della vita del personaggio e per distinguersi dai tipici personaggi associati al cartello, seri riguardo al loro lavoro. Lalo viene ucciso da Gus nell'episodio della sesta stagione Punta e spara; gli sceneggiatori presero in considerazione di far uccidere Lalo da Mike, ma si decise di far confrontare tra loro i "più grandi cattivi" della serie.

## Accoglienza
Il personaggio Lalo Salamanca e la performance di Tony Dalton hanno ricevuto il plauso della critica; alcuni critici considerano Lalo uno dei migliori cattivi delle serie televisive. Rivedendo l'episodio che introduce il personaggio, Alan Sepinwall di Rolling Stone ha affermato che Dalton "fa una solida prima impressione nel ruolo" e che sperava che "facesse più che riempire un vuoto che la maggior parte degli spettatori aveva dimenticato da tempo che esistesse".  Sepinwall ha definito la scena finale di Strade cattive, in cui Lalo affronta Jimmy e Kim, una dei migliori della serie. Ha lodato le interpretazioni degli attori principali, in particolare quelle di Rhea Seehorn nei panni di Kim e Dalton in quelli di Lalo. IndieWire, dopo aver paragonato Lalo al personaggio di Anton Chigurh nel film Non è un paese per vecchi, ha notato che Lalo ha "l'imprevedibilità del suo fratello impulsivo e petulante combinata con la falsa genialità del suo rivale CEO di pollo" e ha elogiato la performance di Dalton, dicendo che "fa funzionare quel sorriso velenoso e affettato, specialmente quando è unito al palese disprezzo di Lalo per le ferite fisiche". Brian Grubb di Uproxx ha scritto nella sua recensione del finale della quinta stagione: "È quasi irragionevole quanto sia bello un personaggio come Lalo. Riuscire a farcela dopo cinque stagioni di questo spettacolo e l'intera serie di Breaking Bad, presentare qualcuno così affascinante, malvagio e perfetto, è fondamentalmente mettersi in mostra".